# Khaoyaiana
Khaoyaiana is een geslacht van rechtvleugeligen uit de familie sabelsprinkhanen (Tettigoniidae). De wetenschappelijke naam van dit geslacht is voor het eerst geldig gepubliceerd in 1990 door Ingrisch.

## Soorten
Het geslacht Khaoyaiana  is monotypisch en omvat slechts de volgende soort:
- Khaoyaiana nitens (Ingrisch, 1990)